# Krajowy Związek Spółdzielni Mleczarskich Związek Rewizyjny
Krajowy Związek Spółdzielni Mleczarskich Związek Rewizyjny (KZSM Zw. Rew.) – największa i najdłużej działająca organizacja mleczarska w Polsce. Jest dobrowolną, samorządną organizacją zrzeszającą spółdzielnie mleczarskie oraz inne spółdzielnie, których przedmiot działania wiąże się bezpośrednio lub pośrednio z produkcją, przetwórstwem i obrotem mlekiem bądź jego przetworami.

## Historia
Kiedy 20 stycznia 1990 roku weszła w życie ustawa o zmianach w organizacji działalności spółdzielczości, rozwiązująca Centralny Związek Spółdzielni Mleczarskich, jak również związki regionalne, spółdzielczość mleczarska pozbawiona została koordynatora działań w trudnym momencie transformacji ustrojowej. Spółdzielczość mleczarska szybko rozpoczęła również proces przemian całego sektora dla koordynacji działań wspólnotowych do życia.
26 maja 1991 r. uchwałą Zjazdu Założycielskiego w Turku, którym uczestniczyli delegaci ze 172 spółdzielni mleczarskich powołano Krajowe Porozumienie Spółdzielni Mleczarskich – Związek Rewizyjny jednoramienny, jako reprezentację i obronę interesów polskiego mleczarstwa oraz do pomocy zrzeszonym spółdzielniom w ich działalności statutowej.
4 listopada 1991 r. zarejestrowano Krajowe Porozumienie Spółdzielni Mleczarskich (KPSM) w Krajowym Rejestrze Sądowym w Warszawie.
4 września 1998 r. III Ogólne Zebranie Przedstawicieli KPSM podjęło decyzję o zmianie nazwy organizacji: Krajowego Porozumienia Spółdzielni Mleczarskich na Krajowy Związek Spółdzielni Mleczarskich Związek Rewizyjny. Nazwa ta jest aktualnie obowiązująca.
W ramach struktury Związku działają specjalistyczne zespoły: technologii, jakości surowca i produktów; normalizacyjny; lustracji; administracyjny; ds. rynku i ośrodek szkoleń oraz zespół finansów.

## Cele KZSM
Cele KZSM to m.in.:
- występowanie w imieniu zrzeszonych spółdzielni wobec organów władzy państwowej i administracji rządowej oraz agencji rządowych, przedstawianie postulatów i wniosków polskiego mleczarstwa oraz informowanie spółdzielni o podjętych w tych sprawach decyzjach[4],
- opiniowanie projektów aktów prawnych odnoszących się do zrzeszonych spółdzielni oraz przedstawianie opinii Spółdzielni w tych sprawach, szczególnie dotyczy to zagadnień związanych z przystosowaniem spółdzielni do prawa obowiązującego w Unii Europejskiej,
- inicjowanie i wspieranie współpracy między zrzeszonymi spółdzielniami,
- ułatwianie spółdzielniom dostępu do informacji marketingowych, ekonomiczno-finansowych, technicznych i prawnych oraz prowadzenie doradztwa w tym zakresie,
- prowadzenie analiz zjawisk gospodarczych i inspirowanie zachowania spółdzielni w warunkach gospodarki rynkowej,
- ułatwianie tworzenia powiązań gospodarczych z partnerami krajowymi,
- prowadzenie lustracji działalności zrzeszonych spółdzielni oraz badanie sprawozdań finansowych[5]